# Allocosa gabesia
Allocosa gabesia är en spindelart som beskrevs av Roewer 1959. Allocosa gabesia ingår i släktet Allocosa och familjen vargspindlar.
Artens utbredningsområde är Tunisien. Inga underarter finns listade i Catalogue of Life.